# Haus of Gaga
A Haus of Gaga é a equipe criativa pessoal da cantora pop Lady Gaga e é responsável por seu estilo distinto e individual. A equipe cria a maioria das roupas, adereços, palcos, cenários, e maquiagem para apresentações públicas de Gaga e outras representações visuais de seu trabalho, tais como peças que artisticamente representam o estilo e tema que enfatiza Gaga. Estas criações são reunidas em combinação com recursos visuais e sonoros parar criar uma coleção completa de videoclipes e outras aparições. Dentre todas as peças criada pela 'Haus', as mais famosas incluem o 'Disco Stick' (um longo objeto com uma cúpula acrílica deformada que emite luz. Usado por Gaga no clipe de LoveGame e em várias performances), os "óculos de LCD de iPod" (um par de óculos com duas telas de iPod no lugar das lentes. Usado por Gaga no clipe de Poker Face e em várias performances), e do mais polêmico "vestido de carne" usado por Gaga no MTV Video Music Awards de 2010.

## Integrantes

### Integrantes Atuais
Stefani Germanotta, também conhecida como, Lady Gaga.
Criação: Nicola Formichetti, Todd Tourso, Helen Green.
Marketing: Bobby Campbell.
Diretor Musical: Lady Gaga and Fernando Garibay.
Produção Musical: Fernando Garibay, DJ White Shadow, Dave Russell.
Diretor de Arte: Marla Weinhoff.
Estilista: Brandon Maxwell and Anna Trevelyan.
Cabelo: Frederic Aspiras.
Maquiagem: Sarah Tanno.
Fotografia: Terry Richardson.
Coreografia: Richard Jackson.
Lady Starlight
Pedro Silva
Eric Oliveira
Trabalho Artístico: Helen Green
.

### Ex-integrantes
Criação: Matthew "Dada" Williams.
Produção Musical: Space Cowboy.
Estilista: B. Åkerlund.
Coreografia: Laurieann "Boomkack" Gibson.
Diretor de Moda: Nicola Formichetti.
- Assistente: Sonja Durham.Falecida

## Conceito
Gaga se inspirou em Andy Warhol seu ídolo para a criação da Haus of Gaga. Andy Warhol, tinha um famoso estúdio na Cidade de Nova Iorque, The Factory. Inspirada pelos conceitos de Warhol, suas ideias são, muitas vezes, referenciadas no trabalho de Gaga e nas inovações tecnológicas criada pela Haus. "Warhol disse que a arte deve ser significativa da maneira mais superficial", Gaga explicou em uma entrevista. "Ele era capaz de fazer arte comercial, que foi levado a sério como arte... É isso que estou fazendo também."
A equipe é composta por criativos de todo o mundo que se unem para produzir e concretizar as ideias de Gaga.
Chamei todos os meus amigos mais artísticos e mais legais e nos sentamos em uma sala. Eu disse que queria fazer meu rosto ficar iluminado. Ou que eu queria fazer minha vara brilhar. Ou que queria fazer um par de óculos de vídeo, ou seja lá o que for, eu queria fazer. É um processo criativo bem doido que é completamente fora dos rótulos.
Integrando os temas explorados na música de Gaga em sua aparência, a Haus idealiza um híbrido estilo de vida da cultura pop, arte e tecnologia.

## Criações
Responsável pelas roupas, adereços e penteados de Gaga, a Haus fez sua estreia em 2008, com figurinos e adereços feitos para as performance de Gaga na New Kids on The Block: Live e seus videoclipes "Just Dance" e "Poker Face" do seu primeiro album "The Fame". A Haus continua a ser a força criativa por trás das performances e aparência de Gaga.

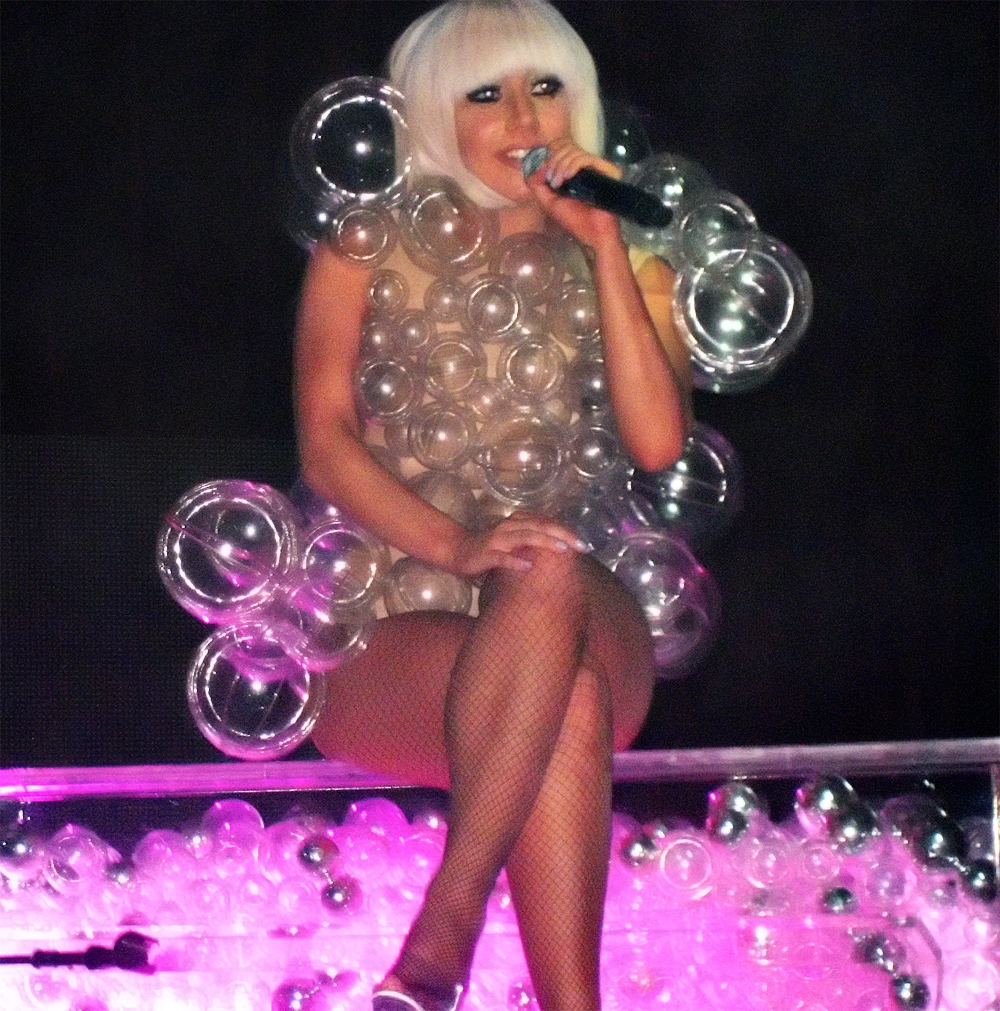
Gaga em seu vestido de bolha e o piano de bolha.

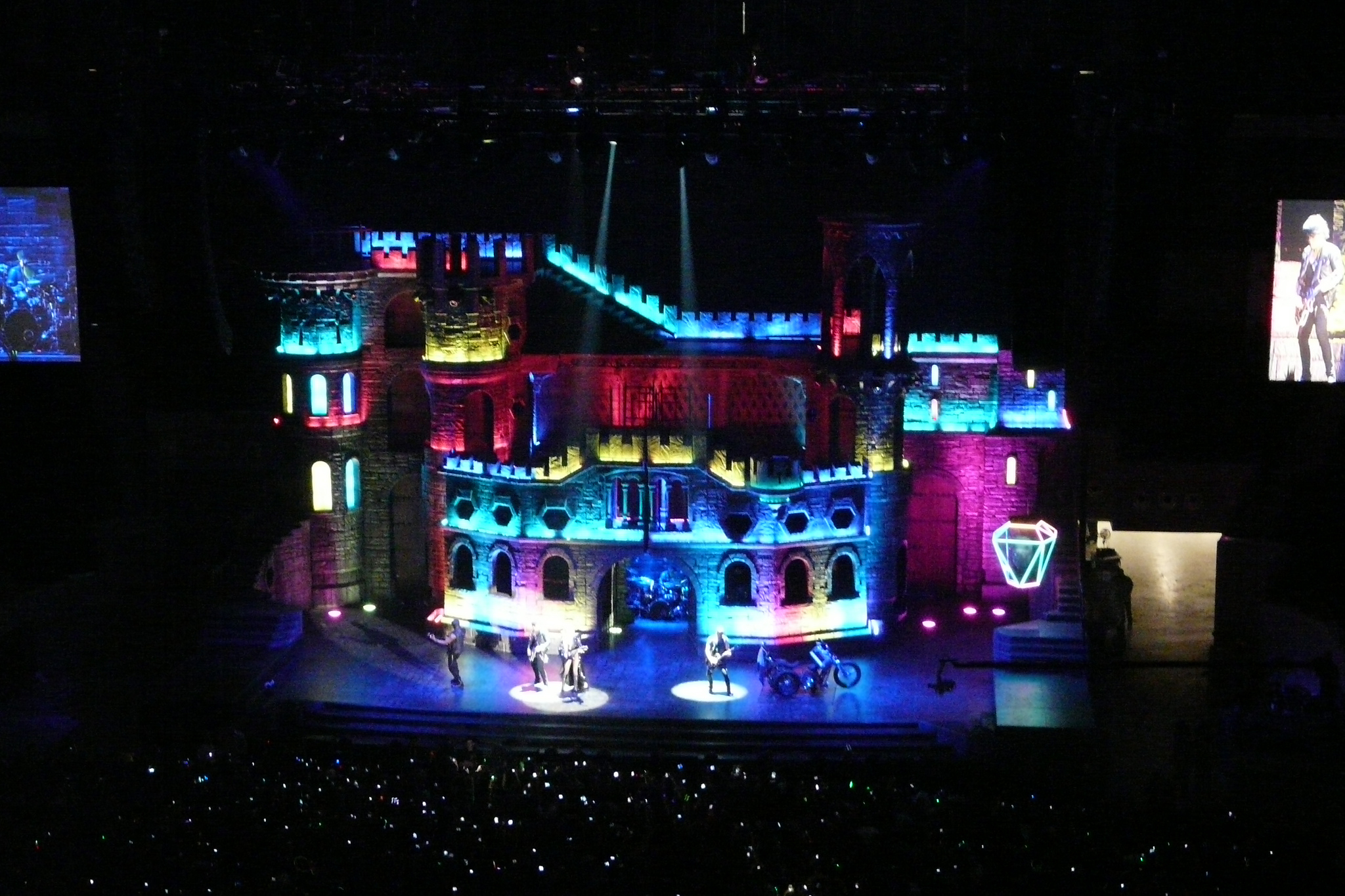
Castelo da Born This Way Ball Tour

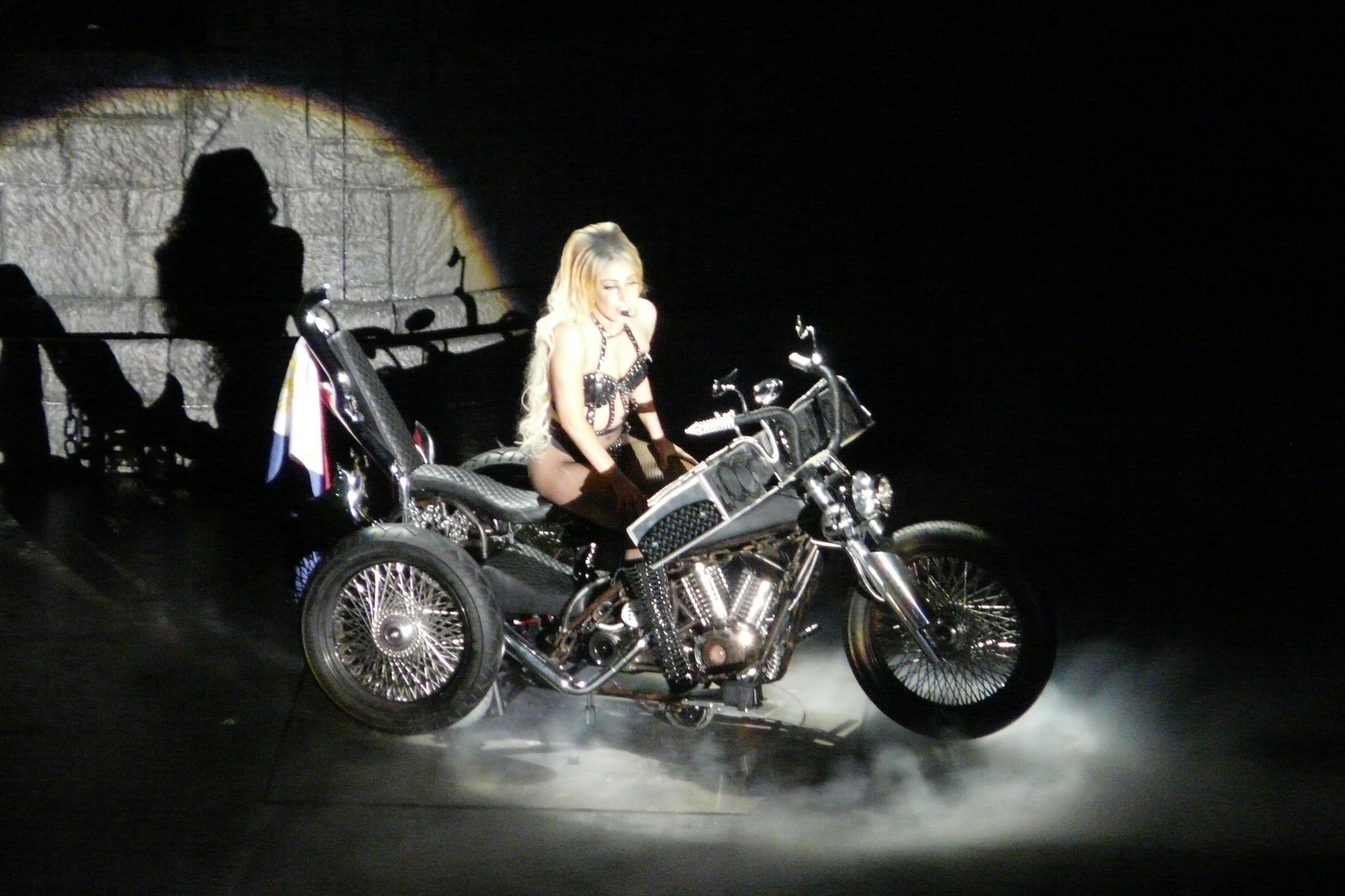
Moto-piano

|                                      |  |      |
| Disco Stick da The Monster Ball Tour |  | EMMA |

|                |  |                 |
| O Vestido Vivo |  | Monstro da Fama |

### Videoclipes
Bad Romance
- Óculos de Lâminas
- Macacão branco de látex
- Coroa preta
- Sutiã-pirotécnico

Telephone
- Óculos de Cigarro
- Roupas com espinhos
- Roupa com Bandeira Americana
- Roupas de couro
- Macacão de Leopardo

Alejandro
- Bermudas de cintura alta
- Máscaras

Born This Way
- Blusas e calças Jeans

Judas
- Jaquetas de couro dos discípulos
- Óculos de coração
- Sutiã e calcina de veludo
- Macacão e capacete de Maria Madalena
- Arma de batom

Yoü and I
- Óculos de grampos de cabelo
- Véu

### Turnês
New Kids on the Block: Live
- Camisa de LED
- Vestido de Origami

The Fame Ball Tour
- Vestido Espelhado
- Vestido de Bolha
- Piano de Bolha
- Vespa S 150

The Monster Ball Tour
- Órbita
- Chapéu de Órbita
- Roupa de Órbita
- Piano-pirotécnico
- Peruca Rapunsel
- Monstro da Fama
- Disco Stick
- EMMA
- Fonte Eterna
- Camisa de LED
- Vestido Vivo
- Vestido de Origami

The Born This Way Ball Tour
- Castelo do Reino da Fama
- Mother G.O.A.T.
- Disco Stick
- Gigante pernas de Grávida
- Moto-piano
- Vestido de Piano
- Vestido Toro
- Vestido de Garça de Papel
- Vestido de Fantasma
- Jaquetas de Bad Kids

### Performances ao vivo

#### 2009
- Vestido que sangra e sapatos para o MTV Video Music Awards de 2009[13]
- Roupas de esqueleto em colaboração com Gary Card para o American Music Awards de 2009[14]
- Jaquetas de Corcunda para o The Jay Leno Show e The Ellen DeGeneres Show[15]

#### 2010
- Roupa de cristal verde, óculos e sapato em colaboração com Armani Privé para o 52º Grammy Award[16]

#### 2011
- Útero em colaboração com Hussein Chalayan para o 53º Grammy Award[17]
- Roupas de borracha em colaboração com Mugler para o 53º Grammy Award[17]
- Piano de Sapato em colaboração com Natali Germanotta para o The Oprah Winfrey Show

### Aparições Públicas

#### 2009
- Coroa para combinar com o vestido de renda vermelho de Alexander McQueen para o MTV Video Music Awards de 2009.[13]
- Capa de vinil em colaboração com Olima Atelier para o American Music Awards de 2009

#### 2010
- Vestido e acessórios de carne em colaboração com Franc Fernandez para o MTV Video Music Awards de 2010

## Haus Laboratories
A Haus Laboratories é uma divisão da Haus of Gaga que desenvolve produtos de fragrância em associação com a Coty, Inc.. A primeira fragrância lançada através da marca recebeu o nome de Fame. O comercial promocional para Fame foi feito em colaboração com Steven Klein O vídeo para a fragrância foi enviado através do canal do Youtube da Haus Laboratories.

## Mídia

### Aplicativo da Haus of Gaga
No dia 23 de Fevereiro de 2009, o aplicativo da Haus of Gaga foi lançado para iPhone e iPod Touch.  Ele foi criado pela Universal Music Group e é oferecido como download gratuito através da App Store. Os principais recursos do aplicativo são os episódios postado na web, estrelando Lady Gaga, chamado "Transmission Gagavision" no qual ela fala sobre suas inspirações e todos os trabalhos criado pela equipe de design da Haus. Os episódios foram produzidos semanalmente desde 24 de Junho de 2008 até 31 de março de 2009. No dia 30 de Março de 2011, Gaga anunciou que as "transimissões" estariam de volta durante a primeira semana de Abril. No dia 6 de Abril, ela lançou o episódio de número 41, só que desta vez usando apenas o nome Gagavision. O aplicativo também inclui as datas de turnês, notícias, e permitia fãs conversarem entre si. Billboard nomeou o aplicativo da Haus of Gaga como um dos 5 aplicativos de artistas para iPhone.

### Blog da Haus of Gaga
O blog da Haus of Gaga foi escrito por Lady Gaga como um esforço promocional para seu primeiro album The Fame. Ele foi hospedado no site oficial da cantora. Atualizado esporadicamente entre 1 de Maio e 22 de Dezembro de 2008, Gaga escreveu um total de 29 posts no blog. A maioria de seus posts, focava detalhes sobre seus vídeos e performances, particularmente as roupas e adereços criados pela Haus of Gaga. Também discutia sobre moda, celebridades, artistas musicais e videos de fãs. Alguns de seus posts fornecia recentes visões sobre designs da Haus, incluindo fotos de itens em produção.

### Little Monsters
Membros da Haus criaram perfis na rede social de Lady Gaga, o littlemonsters.com, e têm sido capazes de interagir com fãs de todo o mundo e compartilhar conteúdos pessoais. Gaga usou o website para compartilhar raras fotos de bastidores da sua vida, lançando conteúdos exclusivos, e se comunicando diretamente com fãs pelas salas de bate-papo.